# 広島大学工業短期大学部
広島大学工業短期大学部（ひろしまだいがくこうぎょうたんきだいがくぶ）は、広島県広島市千田町三丁目において1952年4月1日に設置が計画されていた日本の国立短期大学である。なお、一部の文献では広島大学短期大学部（ひろしまだいがくたんきだいがくぶ）の名称も使用されている。

## 概要
1951年10月1日、森戸辰男広島大学長（当時）は天野貞祐文部大臣（当時）に対して、広島大学短期大学部（広島大学工業短期大学部）の設置認可を申請した。広島大学工学部に併設する形で工業教育を行う夜間3年制の国立短期大学として、1952年4月1日の開学を目指していたが不認可となり、実現しなかった。1954年6月にも、設置要望に関する定例会が行われ、翌年に設置する案も出ており、機械科、電気科の各入学定員30名体制から開学していくという構想があった。

## 設置予定学科
- 機械工学科[2]
- 電気工学科[2]
- 工業化学科[2]
- 土木建築工学科[2]